# Libra (Julio Iglesias)
Libra è un album in studio del cantante spagnolo Julio Iglesias, pubblicato nel 1985.

## Tracce
1. Ni Te Tengo, Ni Te Olvido - 4:02
2. Tú y Yo - 3:43
3. I've Got You Under My Skin - 4:02
4. Diré - 3:46
5. Abril en Portugal (Coimbra) - 3:08
6. Felicidades - 3:44
7. Esta Cobardía - 3:11
8. Coração Apaixonado - 5:02
9. Ni Tu Gatos Gris, Ni Tu Perro Fiel - 3:08
10. Todo y Nada - 3:37